# Пауза за више тактова
Пауза за више тактова (engl. multiple measure rests, gathered rest, multi-bar rest, фр. bâton de mesure) је нотациони знак којим се означава прекид свирања или певања од више тактова у композицији.
Ако музичар-инструменталиста или певач приликом заједничког свирања, тј. певања (уз пратњу клавира, у оркестру, тј. хору и сл.) треба да паузира више узастопних тактова,  у његовој деоници—штиму обично се ставља крупан знак за паузу, а изнад њега број тактова које не свира, тј. не пева (види нотационе примере десно горе и испод).

## Стари систем писања пауза за више тактова
Осим приказаног начина писања пауза за више тактова, често се још и данас користи и стари систем нотирања.